# Вулиця Князя Ігоря (Новгород-Сіверський)
Вулиця Князя Ігоря — вулиця міста Новгород-Сіверського Чернігівської області. Пролягає від площі Князя Чорного (Леніна) до площі Богдана Хмельницького .
Примикають вулиці Свободи, Воздвиженська, Гімназійна, Майстренко .

## Історія
У 1924 році Глухівська вулиця була перейменована на вулицю Леніна — російського революціонера, радянського політичного та державного діяча Володимира Ілліча Леніна .
Вулиця за часів незалежності отримала сучасну назву — на честь князя Новгород-Сіверського (1180—1198), князя Чернігівського (1198—1201) Ігоря Святославича .

## Забудова
Вулиця пролягає у південно-східному напрямку. Парна та непарна сторони вулиці зайняті садибною та частково малоповерховою житловою забудовою. На початку — на перехресті з Губернською вулицею — розташований пам'ятник архітектури Будинок земської управи .
Установи:
1. будинок № 25 — Новгород-Сіверська дитяча музична школа
2. будинок № 32А — управління соціального захисту населення, сім'ї та праці; відділення ведення державного реєстру виборців
3. будинок № 34А — відділення зв'язку «Укрпошта»

Пам'ятка архітектури:
1. будинок № 1/2 — Будинок земської управи